# Dhiddhoo (Thiladhunmathi-Miladummadulhu-Atoll)
Dhiddhoo ist eine Insel im Norden des Thiladhunmathi-Miladummadulhu-Atolls, dem größten Atoll des Inselstaats Malediven in der Lakkadivensee (Indischer Ozean).

## Geographie
Die dicht besiedelte Insel mit einer Fläche von ca. 58 Hektar hatte 2014 etwa 2650 Einwohner.

## Verwaltung
Dhiddhoo ist die Hauptinsel des maledivischen Verwaltungsatolls Thiladhunmathi Uthuruburi, mit der Thaana-Kurzbezeichnung ހއ (Haa Alif bzw. Haa Alifu), zu welchem neben dem Nordteil des Thiladhunmathi-Miladummadulhu-Atolls auch das nördlich angrenzende Ihavandhippolhu-Atoll gehört.